# Gerard Doustraat 156
Het pand Gerard Doustraat 156 is een gebouw aan de Gerard Doustraat in De Pijp te Amsterdam-Zuid. Het is een van een vijftal gemeentemonumenten in die straat.
Het pand is gebouwd naar een ontwerp van architect Willem Hamer jr.. Hij ontwierp een gebouw in de Neorenaissancestijl. Het gebouw vertoont voor wat betreft toegepaste materialen gelijkenis met Gerard Doustraat 220, rood/oranjeachtige gevels echter hier met grijze speklagen. Op straatnummer 220 zijn daarbij trapgevels toegepast, Gerard Doustraat 156 oogt meer als een symmetrische blokkendoos met Romaanse bogen boven ramen en deuren. Aan de voorgevel is nog een hijsbalk gemonteerd. De gevel is verder ter hoogte van scheiding begane grond/eerste etage voorzien van gevelversieringen.
Het gebouw diende vanaf de ingebruikname tot 17 november 2016 als filiaal van de Stadsbank van Lening. De hoofdingang van die bank was (ook al vanaf het begin) geplaatst aan de Gerard Doustraat, terwijl het pand wel is doorgetrokken naar de Albert Cuypstraat (huisnummer 181). Die straat was echter tijdens de oplevering nog een sloot (Zaagmolensloot). 
Het gebouw is niet alleen vanwege de afwijkende kleur markant. De buurpanden werden door particuliere eigenaren gebouwd in “normaal” baksteen en vertoonden in de jaren zeventig van de 20e eeuw tekenen van verzakking. Datzelfde gold toen voor de gebouwen aan de overkant. Al die panden waren, in tegenstelling tot dit monument, gebouwd in de kenmerkende stijl voor woningen in De Pijp destijds, pijpenladen, smalle relatief diepe panden. Het pand is ter plaatse nog het enige gebouw, dat in originele staat verkeert. Hogere even huisnummers werden afgebroken en herbouwd in de jaren negentig, de overkant dateert uit de late jaren tachtig. Lagere huisnummers werden na een renovatie in de jaren tachtig toch gesloopt en herbouwd in de jaren nul van de 21e eeuw.
In 2009 werd het een Gemeentemonument. Ongeveer gelijktijdig verdween de grote lichtreclame die de gevel voor enige tijd ontsierde, ze werd vervangen door een meer bij het gebouw passend bescheidener exemplaar, die op haar beurt op 17 november 2016 werd verwijderd. In de overgang van 2017 naar 2018 werd de begane grond omgebouwd tot fietsenstalling, daarbij ging de symmetrie van de begane grond verloren. Een hardstenen trappetje werd vervangen door een steen op het maaiveld met vandaar uit een inwendige helling voor de fietsen.

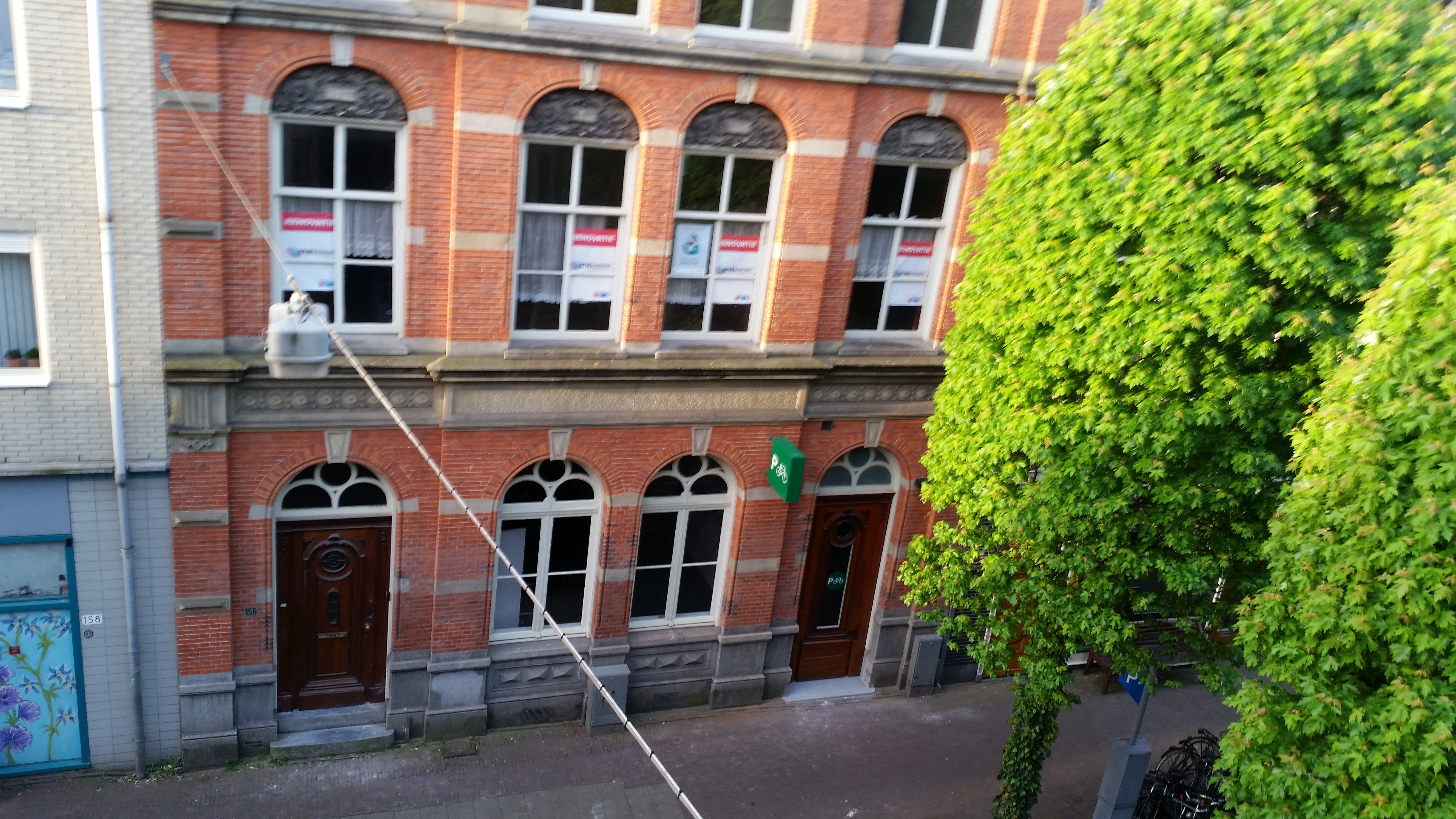
De voorgevel Gerard Doustraat na de verbouwing (mei 2018)